# Brännkläpptjärnen
Brännkläpptjärnen är en sjö i Lycksele kommun i Lappland och ingår i Umeälvens huvudavrinningsområde. Vid provfiske har röding fångats i sjön.